# 尤尼斯·阿魯什
尤尼斯·阿魯什（1985年12月22日—）是一位科索沃足球運動員。在場上的位置是中場。他現在效力於德國足球乙級聯賽球隊聖保羅足球俱樂部。他曾代表德國國青隊參賽，但現在代表科索沃國家足球隊參賽。